# Giacomo Ferretti
Giacomo Ferretti (Roma, 12 agosto 1862 – Roma, 10 agosto 1944) è stato un dirigente d'azienda e politico italiano.
Consigliere della Cassa di risparmio di Roma e della Banca Commerciale Italiana, ha fondato e diretto la sede romana di quest'ultimo istituto. È stato membro della Commissione di finanza della Federazione fascista dell'Urbe e del Consiglio provinciale delle corporazioni. Nominato senatore nel 1939 per autocandidatura.